# 2021年柏林州議會選舉
2021年柏林州議會選舉於2021年9月26日舉行，旨在選出第19屆柏林州議會的議員。  現任政府是由執政市長Michael Müller領導的社會民主黨（SPD）、左翼黨和綠黨組成的聯合政府。Müller沒有競選連任市長，前聯邦部長Franziska Giffey在選舉中領導了SPD。 柏林徵收公投也在同一天舉行，此外還有作為柏林市區選舉的分區議會選舉。
SPD在此次選舉中仍是最大的政黨，佔得21.4%的選票，相較於2016年僅有微小變化。綠黨以19%的選票僅稍微超過反對黨基民盟（CDU），成為第二大政黨。左翼黨的得票率下降至14%，而德國另類選擇黨（AfD）的選票幾乎下降了一半，最終僅獲得8%的得票率。自由民主黨（FDP）在議會中的席位仍然是最少的，得票率為7%。 
選舉後，SPD的Giffey和綠黨的Bettina Jarasch都公開支持一個涉及他們的政黨的聯合政府。 他們最終與左翼黨更新了即將離任的聯合政府。Franziska Giffey於12月21日當選為執政市長，她的內閣於同日宣誓就職。
由於選舉期間發生了眾多的不正常情況，柏林州憲法法院於2022年11月撤銷了選舉結果。因此，重新選舉被安排在隔年舉行。 

## 选举日期
上次選舉是在2016年9月18日舉行的。柏林州議會的任期為五年，因此下次定期選舉最晚應在2021年9月舉行。联邦內政部長Horst Seehofer建議選舉日期訂在2021年9月26日，同日舉行德國聯邦大選。

## 选举制度
柏林州議會通過混合成員比例代表制進行選舉。其中78名議員通過單議席選區進行選舉，通過過半數票當選。然後使用補償比例代表制分配52名議員，在柏林的12個行政區中分配。德國選民有兩票：第一票用於單議席選區的候選人，第二票用於政黨名單，用於填補比例代表制席位。柏林州議會的最小規模為130名議員，但如果存在超額席位，則將添加補償席位以確保比例代表制。柏林州議會適用5％的有效選票門檻；低於此門檻的政黨將被排除在柏林州議會之外。然而，獲得至少一個單議席選區的政黨將豁免門檻，即使低於5％，也會按比例分配席位。 

## 背景
在2016年3月13日舉行的上一次選舉中，社會民主黨以21.6%的得票率保持為最大黨，輸掉了6.7個百分點。基督教民主聯盟是第二大黨，得票率為17.6%，輸掉了5.7個百分點。左翼黨以15.6%超越了綠黨，成為第三大黨，而綠黨以15.2%勝出。德國另類選擇黨在柏林進行了他們的第一次選舉，贏得了14.2%的支持率。自由民主黨以6.7%重新進入了議會。
自2011年以來，社會民主黨一直與基督教民主聯盟領導的聯合政府，但該政府在選舉中失去了多數議席。隨後，社會民主黨與左翼黨和綠黨組成了聯合政府。

## 政黨
下表列出目前在柏林第18屆州議會中有代表的政黨。
| 政黨 | 政黨  | 政黨                                                           | 意識形態     | 2016年結果 | 2016年結果 |
| 政黨 | 政黨  | 政黨                                                           | 意識形態     | 得票 (%)   | 席次       |
| ---- | ----- | -------------------------------------------------------------- | ------------ | ---------- | ---------- |
|      | SPD   | 德国社会民主党 Sozialdemokratische Partei Deutschlands         | 社会民主主义 | 21.6%      | 38 / 160   |
|      | CDU   | 德国基督教民主联盟 Christlich Demokratische Union Deutschlands | 基督教民主   | 17.6%      | 31 / 160   |
|      | Linke | 左翼黨 Die Linke                                               | 民主社会主义 | 15.6%      | 27 / 160   |
|      | Grüne | 联盟 90/绿党 Bündnis 90/Die Grünen                             | 绿色政治     | 15.2%      | 27 / 160   |
|      | AfD   | 德国另類選擇 Alternative für Deutschland                       | 右翼民粹主义 | 14.2%      | 25 / 160   |
|      | FDP   | 自由民主党 Freie Demokratische Partei                          | 自由主义     | 6.7%       | 12 / 160   |

## 活动

### 主要候选人
2020年10月5日，綠黨提名移民和難民發言人貝蒂娜·亞拉許（Bettina Jarasch）為他們在選舉中的領袖候選人。她曾在2011年至2016年擔任該州黨的主席。 她於12月12日正式當選為領袖候選人。 
10月9日，柏林州基民盟黨魁凱·韋格納（Kai Wegner）被選為他的黨的領袖候選人。 
在選舉前，現任市長Michael Müller表示他希望進入聯邦政治而不是競選連任。2020年11月30日，州黨委員會提名聯邦家庭事務、老年人、婦女和青年部部長Franziska Giffey作為選舉的領銜候選人。她同時當選了該黨柏林分支的聯合主席，與議會黨團領袖Raed Saleh並列。  
在12月8日，左翼黨提名現任副市長和文化參議員Klaus Lederer作為他們的競選首席候選人。Lederer是柏林最受歡迎的政治家之一，一直保持著高度的支持率。 
2021年3月27日，自由民主黨選出議會團體領袖塞巴斯蒂安·查亞作為他們的選舉首席候選人。 

## 後續

### 政府组建
選舉結果顯示下一屆政府必須由三個政黨組成，以獲得多數席次，所有政黨都排除了與AfD合作的可能性。在選舉結果公布之前，社民黨候選人弗朗茨卡·吉菲（Franziska Giffey）曾表示，她希望組建一個包括基民盟和自由民主黨的聯合政府。選舉後，社民黨的吉菲和綠黨的貝蒂娜·雅拉什（Bettina Jarasch）都表示支持與自己的黨派組建聯合政府，但對於第三個合作夥伴的選擇意見不一，吉菲支持與自由民主黨組成紅綠黃聯盟，而綠黨則表達了希望與左翼黨續任現任的紅紅綠綠聯合政府的願望。吉菲在她的黨派內部面臨了反對聲音。社民黨和綠黨都同意與自由民主黨和左翼黨進行初步的協商。   10 月 14 日，吉菲宣布社民党将与绿党和左翼进行联合政府谈判。 
三個政黨於11月28日正式完成聯合政府協議。 它在12月5日舉行的一次社會民主黨代表大會上獲得了91.5％的代表批准。  12月12日，該協議獲得綠黨大會96.4%的通過。 左翼党进行了一项关于联合政府的会员投票。大多数党代表支持协议，但也一些人，如卡塔琳·根博格(Katalin Gennburg)，则反对协议。结果于12月17日宣布，74.9%的党员投票赞成该协议。 
2021年12月21日，州議會選舉Giffey當選為政府市長，在139票中贏得84票。同一天，由4名社民黨、3名綠黨、3名左派和1名獨立議員組成的Giffey州議會也宣誓就職。 

### 违规及废止
在柏林的選舉中報告了許多不正常情況，包括選票短缺、投票長隊、選票被運到錯誤的地方，有時選民被拒絕投票或只被提供聯邦選舉的選票。同一天城市舉行馬拉松比賽，這些問題更加嚴重。不規則情況在夏洛滕堡-威爾默斯多夫和弗里德里希斯海因區尤其普遍。州選舉官員佩特拉·米夏埃利斯在選舉後三天辭職，為選舉過程中的失誤負責。州內政部長宣布對事件進行調查，並表示將對柏林2,245個投票站中的大約100個事件進行調查。這後來修正為2257個投票站中的207個事件。檢討和更正被認為不太可能改變州或聯邦選舉的整體結果，但可能會影響夏洛滕堡-威爾默斯多夫6和馬尔扎恩-海勒斯多夫1選區的州選舉結果。   初步結果顯示，在夏洛滕堡-威悉多夫6選區，社會民主黨候選人領先8票；經重新點票後，這個席位被綠黨以23票的優勢贏得。這個新結果後來被選舉辦公室證實。 
2021年11月22日，柏林州選舉委員會和內政部要求柏林州憲法法院就Pankow 3、Charlottenburg-Wilmersdorf 6和Marzahn-Hellersdorf 1選區的選舉結果的有效性作出裁決。法院可能判定在受影響的選區需要重新進行選舉，預計需要數個月才能發布裁決。內政部澄清，盡管許多選區都有不規則的情況，但只有這三個選區的影響足以改變選舉結果。儘管如此，州政府計劃成立一個專家委員會調查違規情況。 
2022年9月28日，經過數月的調查和聽證，柏林州憲法法院發布初步評估，宣布有可能需要全面重複舉行該州和地區議會選舉。 法院在11月16日作出正式判決，取消當初的選舉結果，並要求在90天內舉行新的選舉。法院院長Ludgera Selting 表示，選舉期間的不規範行為頻繁且嚴重到足以影響選舉結果，並且在選舉準備過程中存在嚴重的制度性缺陷。
新選舉必須在90天內進行，最遲日期為2023年2月14日。  可能的日期是2月12日星期日。重新選舉不會重置立法期，這意味著另一個完整的州選舉仍然必須在2026年或更早時舉行。 
此外，德國聯邦議會的選舉審查委員會審查了柏林憲法法院的發現，以判斷是否需要在柏林重選聯邦選舉。在11月7日，委員會建議在431個受影響的投票站重選。這是由執政聯盟SPD、綠黨和自由民主黨提出的，他們在委員會中佔多數。基民盟和德國另類選擇黨反對這一提議，堅持在受影響的六個選區中進行完全重選。委員會的建議獲得了11月10日的聯邦議會批准。   由於重選聯邦選舉的程序與預期的法律挑戰有所不同，這個問題可能會被提前到聯邦憲法法院，因此在柏林重選聯邦選舉的可能性較低，並可能延遲至2024年。 